# Frank Weyen
Frank Weyen (* 1965 in Kamen) ist ein deutscher evangelischer Pfarrer, Theologe und außerplanmäßiger Professor für Praktische Theologie und Diakoniewissenschaft an der Universität Münster.

## Leben
Weyen studierte evangelische Theologie an der Kirchlichen Hochschule Wuppertal und an der Ruhr-Universität Bochum (RUB). 1993 legte er die Erste Kirchliche Prüfung vor dem Prüfungsamt der Evangelischen Kirche von Westfalen in Bielefeld ab.
Seit April 1994 ist er im kirchlichen Dienst. In Dülmen nahm er unter Anleitung des späteren Westfälischen Landesjugendpfarrers Udo Bußmann das Vikariat auf. 1996 wurde er im Kirchenkreis Steinfurt-Coesfeld-Borken Synodalvikar an der Seite des damaligen Superintendenten, Kirchenrat Rolf Krebs. Hier kümmerte er sich als Pfarrer im Hilfsdienst um die Öffentlichkeitsarbeit der drei evangelischen Kirchenkreise im Münsterland. Von 2000 bis 2002 absolvierte er den nebenberuflichen Studiengang zum Fundraiser/FA bei der Fundraising-Akademie in Frankfurt am Main. 2007 wechselte er kurzzeitig in die Vereinigten Kirchenkreise Dortmund und Lünen, wo er als Geschäftsführer die Stiftung denkmalswerte Kirchen in Dortmund und Lünen sowie das Dortmunder Spendenparlament leitete. 2008 übernahm er ein Gemeindepfarramt in der Evangelischen Kirchengemeinde Bochum-Querenburg.
Bereits 2006 hatte Weyen seine Dissertation an der damaligen Westfälischen-Wilhelms-Universität Münster (WWU) bei Wilfried Engemann begonnen. Im Dezember 2011 beendete er an der Universität Wien (UniVie) das Promotionsverfahren mit dem Rigorosum mit Auszeichnung. Sein Doktorvater war zwischenzeitlich von der WWU an die UniVie gewechselt. Weyen folgte ihm als Doktorand. 
Bereits vor seinem Rigorosum wurde er Wissenschaftlicher Mitarbeiter am Zentrum für Kirchenentwicklung (ZKE) der Universität Zürich (UZH) und später zusätzlich Assistent am Lehrstuhl für Religionspädagogik, Kirchentheorie und Kybernetik bei Thomas Schlag. Seine in Zürich angefertigte Habilitationsschrift kam 2015 zum Abschluss. Die UZH erkannte Weyen daraufhin die Venia Legendi für das Fach Praktische Theologie am Theologischen Seminar der UZH zu. Nach Ende seiner aus Drittmitteln finanzierten Stelle wechselte er 2015 zurück ins Pfarramt in die Westfälische Landeskirche. Seit 2023 ist Weyen Pastor in der Evangelisch-lutherischen Landeskirche Hannovers.
2020 habilitierte er sich von Zürich an die WWU nach Münster um. Hier wurde ihm die venia legendi für die Fächer Praktische Theologie und Diakoniewissenschaft zuerkannt. An der Seite von Traugott Roser, Christian Grethlein (bis 2019) und Antje Roggenkamp lehrt er an der WWU seit 2018 zunächst als Lehrbeauftragter und dann ab 2020 als Privatdozent. Die Privatdozentur in Zürich an der UZH bleibt Weyen aufgrund besonderer rechtlicher Regelungen im Kanton Zürich lebenslang erhalten.
Den Titel eines außerordentlichen Professors für Praktische Theologie und Diakoniewissenschaft wurde ihm Anfang 2024 von der Ev.-Theol. Fakultät der Universität Münster aufgrund seiner besonderen wissenschaftlichen Forschungsleistungen und seiner stetigen Teilnahme am Lehrbetrieb der Fakultät zuerkannt.
Weyen ist verheiratet und hat vier Kinder.

## Monografien
- Kirche in der finanziellen Transformation ― Fundraising in evangelischen Kirchengemeinden (= Arbeiten zur Praktischen Theologie 50). Evangelische Verlagsanstalt, Leipzig 2012, ISBN 978-3-374-03068-2.
- Kirche in der strukturellen Transformation ― Identität, Programmatik, organisatorische Gestalt. Neukirchen-Vluyn 2016, ISBN 978-3-7887-3085-7.
- Kirche in den Wirkungshorizonten ihrer Gegenwart. Protestantische Glaubens- und Organisationsformen in der Moderne (= Protestantismus und neuzeitliche Kulturpraxis, Band 4). LIT, Münster 2020, ISBN 978-3-643-14613-7.
- Der Pfarrberuf und die Digitale Moderne. Kommunikation des Evangeliums als Digitalität (= Protestantismus und neuzeitliche Kulturpraxis, Band 5). LIT, Münster 2022, ISBN 978-3-643-15250-3.

## Herausgeberschaften
- mit Bernhard Lauxmann, Ilona Nord und Frank M. Lütze: Freiheit – Liebe – Gelassenheit. Anthropologische Fluchtpunkte der Theologie. Festschrift für Wilfried Engemann zum 65. Geburtstag  (= Arbeiten zur Praktischen Theologie 93). Evangelische Verlagsanstalt, Leipzig 2012, ISBN 978-3-374-07536-2.